# Alphonse Tchami
Alphonse Tchami est un ancien footballeur camerounais né le 14 septembre 1971 à Douala. Il évoluait au poste d'attaquant.

## Biographie
Il participe à deux Coupes du monde avec l'équipe du Cameroun, en 1994 et 1998. Au total, il reçoit 57 sélections avec le Cameroun.
Boca débourse 8 millions de francs pour s'attacher ses services en 1995. 
Surnommé "Negro", il a notamment pour partenaire l'ancien toulousain Beto Marcico.
Il est l'actuel manager de la sélection camerounaise.
Il a un passeport français.